# Fußball-Weltmeisterschaft der Frauen 2003/Gruppe B
Resultate der Gruppe B der Fußball-Weltmeisterschaft der Frauen 2003.
| Pl. | Land       | Sp. | S | U | N | Tore    | Diff. | Punkte |
| --- | ---------- | --- | - | - | - | ------- | ----- | ------ |
| 1.  | Brasilien  | 3   | 2 | 1 | 0 | 008:200 | +6    | 07     |
| 2.  | Norwegen   | 3   | 2 | 0 | 1 | 010:500 | +5    | 06     |
| 3.  | Frankreich | 3   | 1 | 1 | 1 | 002:300 | −1    | 04     |
| 4.  | Südkorea   | 3   | 0 | 0 | 3 | 001:110 | −10   | 0      |

## Norwegen – Frankreich 2:0 (0:0)
| Norwegen                                                     | Norwegen | Frankreich | Frankreich |
| ------------------------------------------------------------ | --- | --- | ---------- |
| Norwegen                                                     | \| 20. September 2003 in Philadelphia (Lincoln Financial Field) \| \| Zuschauer: 13.486 \| \| Schiedsrichterin: Kari Seitz ( Vereinigte Staaten) \| | \| 20. September 2003 in Philadelphia (Lincoln Financial Field) \| \| Zuschauer: 13.486 \| \| Schiedsrichterin: Kari Seitz ( Vereinigte Staaten) \| | Frankreich |
| Norwegen                                                     | Bente Nordby – Brit Sandaune, Ane Stangeland Horpestad, Monica Knudsen, Gunhild Følstad, Dagny Mellgren – Unni Lehn (89. Hege Riise), Solveig Gulbrandsen (80. Trine Rønning), Lise Klaveness – Anita Rapp, Marianne Pettersen (91. Linda Ørmen) Cheftrainer: Åge Steen | Céline Marty – Sabrina Viguier, Peggy Provost, Laura Georges, Corinne Diacre – Sandrine Soubeyrand, Sonia Bompastor, Élodie Woock – Hoda Lattaf (72. Laëtitia Tonazzi), Stéphanie Mugneret-Béghé (82. Marie-Ange Kramo), Marinette Pichon Cheftrainer: Élisabeth Loisel | Frankreich |
| Norwegen                                                     | 1:0 Anita Rapp (47.) 2:0 Dagny Mellgren (66.) | | Frankreich |
| Norwegen                                                     | Lise Klaveness, Anita Rapp | | Frankreich |
| 20. September 2003 in Philadelphia (Lincoln Financial Field) | | |            |
| Zuschauer: 13.486                                            | | |            |
| Schiedsrichterin: Kari Seitz ( Vereinigte Staaten)           | | |            |

## Brasilien – Südkorea 3:0 (1:0)
| Brasilien                                            | Brasilien | Südkorea | Südkorea |
| ---------------------------------------------------- | --- | --- | -------- |
| Brasilien                                            | \| 21. September 2003 in Washington, D.C. (RFK Stadium) \| \| Zuschauer: 34.144 \| \| Schiedsrichterin: Tammy Ogston ( Australien) \|                                 | \| 21. September 2003 in Washington, D.C. (RFK Stadium) \| \| Zuschauer: 34.144 \| \| Schiedsrichterin: Tammy Ogston ( Australien) \|                                                                                                   | Südkorea |
| Brasilien                                            | Andréia – Juliana, Tânia Maranhão – Renata Costa, Daniela, Maycon (46. Cristiane), Kátia – Rosana, Simone, Formiga (89. Priscila), Marta Cheftrainer: Paulo Gonçalves | Kim Jeong-mi – Kim Yeo-jin, Kim Yoo-mi (46. Jin Suk-hee), Yoo Young-sil – Shin Sun-nam, Kim Kyul-sil (65. Hwang In-sun), Song Ju-hee, Kim Jin-hee (49. Sung Hyun-ah), Han Jin-sook – Park Eun-sun, Lee Ji-eun Cheftrainer: An Jong-goan | Südkorea |
| Brasilien                                            | 1:0 Marta (14., Strafstoß) 2:0 Kátia (55.) 3:0 Kátia (62.) | | Südkorea |
| Brasilien                                            | Formiga | Kim Yoo-Mi, Jin Suk-Hee | Südkorea |
| 21. September 2003 in Washington, D.C. (RFK Stadium) | | |          |
| Zuschauer: 34.144                                    | | |          |
| Schiedsrichterin: Tammy Ogston ( Australien)         | | |          |

## Norwegen – Brasilien 1:4 (1:2)
| Norwegen                                             | Norwegen | Brasilien | Brasilien |
| ---------------------------------------------------- | --- | --- | --------- |
| Norwegen                                             | \| 24. September 2003 in Washington, D.C. (RFK Stadium) \| \| Zuschauer: 15.490 \| \| Schiedsrichterin: Xonam Agboyi ( Togo) \| | \| 24. September 2003 in Washington, D.C. (RFK Stadium) \| \| Zuschauer: 15.490 \| \| Schiedsrichterin: Xonam Agboyi ( Togo) \|                                                     | Brasilien |
| Norwegen                                             | Bente Nordby – Brit Sandaune, Ane Stangeland Horpestad, Monica Knudsen, Gunhild Følstad, Trine Rønning, Dagny Mellgren – Unni Lehn (74. Hege Riise), Solveig Gulbrandsen (74. Lise Klaveness) – Anita Rapp (46. Linda Ørmen), Marianne Pettersen Cheftrainer: Åge Steen | Andréia – Juliana, Tânia Maranhão – Renata Costa, Daniela (90. Priscila), Maycon (80. Cristiane), Kátia – Rosana, Simone, Formiga (88. Rafaela), Marta Cheftrainer: Paulo Gonçalves | Brasilien |
| Norwegen                                             | 1:2 Marianne Pettersen (45.) | 0:1 Daniela(26.) 0:2 Rosana (37.) 1:3 Marta (59.) 1:4 Kátia (68.) | Brasilien |
| Norwegen                                             | Trine Rønning | Renata Costa | Brasilien |
| 24. September 2003 in Washington, D.C. (RFK Stadium) | | |           |
| Zuschauer: 15.490                                    | | |           |
| Schiedsrichterin: Xonam Agboyi ( Togo)               | | |           |

## Frankreich – Südkorea 1:0 (0:0)
| Frankreich                                              | Frankreich | Südkorea | Südkorea |
| ------------------------------------------------------- | --- | --- | -------- |
| Frankreich                                              | \| 24. September 2003 in Washington, D.C. (RFK Stadium) \| \| Zuschauer: 16.316 \| \| Schiedsrichterin: Zhang Dongqing ( Volksrepublik China) \| | \| 24. September 2003 in Washington, D.C. (RFK Stadium) \| \| Zuschauer: 16.316 \| \| Schiedsrichterin: Zhang Dongqing ( Volksrepublik China) \|                                                                                        | Südkorea |
| Frankreich                                              | Céline Marty – Anne-Laure Casseleux (81. Emmanuelle Sykora), Peggy Provost, Laura Georges, Corinne Diacre – Sandrine Soubeyrand, Sonia Bompastor, Élodie Woock (89. Virginie Dessalle) – Marie-Ange Kramo, Stéphanie Mugneret-Béghé (68. Laëtitia Tonazzi), Marinette Pichon Cheftrainerin: Élisabeth Loisel | Kim Jeong-mi – Kim Yeo-jin, Kim Yoo-mi, Yoo Young-sil (83. Jin Suk-hee) – Shin Sun-nam (85. Kim Joo-hee), Kim Kyul-sil (75. Lee Myung-hwa), Song Ju-hee, Kim Jin-hee, Han Jin-sook – Park Eun-sun, Lee Ji-eun Cheftrainer: An Jong-goan | Südkorea |
| Frankreich                                              | 1:0 Marinette Pichon (84.) | | Südkorea |
| Frankreich                                              | Corinne Diacre, Élodie Woock | Yoo Young-Sil, Lee Myung-Hwa | Südkorea |
| 24. September 2003 in Washington, D.C. (RFK Stadium)    | | |          |
| Zuschauer: 16.316                                       | | |          |
| Schiedsrichterin: Zhang Dongqing ( Volksrepublik China) | | |          |

## Südkorea – Norwegen 1:7 (0:4)
| Südkorea                                            | Südkorea | Norwegen | Norwegen |
| --------------------------------------------------- | --- | --- | -------- |
| Südkorea                                            | \| 27. September 2003 in Foxborough (Gillette Stadium) \| \| Zuschauer: 14.356 \| \| Schiedsrichterin: Tammy Ogston ( Australien) \| | \| 27. September 2003 in Foxborough (Gillette Stadium) \| \| Zuschauer: 14.356 \| \| Schiedsrichterin: Tammy Ogston ( Australien) \| | Norwegen |
| Südkorea                                            | Kim Jeong-mi – Kim Yeo-jin (55. Jin Suk-hee), Kim Yoo-mi, Yoo Young-sil – Kim Joo-hee, Kim Kyul-sil, Song Ju-hee, Kim Jin-hee, Han Jin-sook (30. Kim Yoo-jin) – Park Eun-sun (59. Hong Kyung-suk), Lee Ji-eun Cheftrainer: An Jong-goan | Bente Nordby – Brit Sandaune, Ane Stangeland Horpestad, Monica Knudsen, Marit Fiane Christensen, Trine Rønning (69. Linda Ørmen), Dagny Mellgren – Unni Lehn, Solveig Gulbrandsen (73. Ingrid Fosse) – Lise Klaveness (81. Hege Riise), Marianne Pettersen Cheftrainer: Åge Steen | Norwegen |
| Südkorea                                            | 1:5 Kim Jin-Hee (75.) | 0:1 Solveig Gulbrandsen (5.) 0:2 Dagny Mellgren (24.) 0:3 Dagny Mellgren (31.) 0:4 Marianne Pettersen (40.) 0:5 Brit Sandaune (52.) 1:6 Linda Ørmen (80.) 1:7 Linda Ørmen (90.)                                                                                                   | Norwegen |
| 27. September 2003 in Foxborough (Gillette Stadium) | | |          |
| Zuschauer: 14.356                                   | | |          |
| Schiedsrichterin: Tammy Ogston ( Australien)        | | |          |

## Frankreich – Brasilien 1:1 (1:1)
| Frankreich                                           | Frankreich | Brasilien | Brasilien |
| ---------------------------------------------------- | --- | --- | --------- |
| Frankreich                                           | \| 27. September 2003 in Washington, D.C. (RFK Stadium) \| \| Zuschauer: 17.618 \| \| Schiedsrichterin: Cristina Babadac ( Rumänien) \| | \| 27. September 2003 in Washington, D.C. (RFK Stadium) \| \| Zuschauer: 17.618 \| \| Schiedsrichterin: Cristina Babadac ( Rumänien) \|                           | Brasilien |
| Frankreich                                           | Céline Marty – Sabrina Viguier (85. Hoda Lattaf), Peggy Provost, Laura Georges, Corinne Diacre – Sandrine Soubeyrand, Sonia Bompastor, Élodie Woock (73. Amélie Coquet) – Marie-Ange Kramo Stéphanie Mugneret-Béghé (46. Laëtitia Tonazzi), Marinette Pichon Cheftrainer: Élisabeth Loisel | Andréia – Juliana, Tânia Maranhão (88. Mônica) – Rafaela, Daniela, Maycon, Priscila (46. Cristiane), Kátia – Rosana, Simone, Marta Cheftrainerin: Paulo Gonçalves | Brasilien |
| Frankreich                                           | 1:1 Marinette Pichon (90.+2') | 0:1 Kátia (58.) | Brasilien |
| Frankreich                                           | Peggy Provost | Daniela | Brasilien |
| 27. September 2003 in Washington, D.C. (RFK Stadium) | | |           |
| Zuschauer: 17.618                                    | | |           |
| Schiedsrichterin: Cristina Babadac ( Rumänien)       | | |           |